# Грэм, Дуглас, 5-й герцог Монтроз
Дуглас Бересфорд Мэлиз Рональд Грэм, 5-й герцог Монтроз (англ. Douglas Beresford Malise Ronald Graham, 5th Duke of Montrose; 7 ноября 1852 — 10 декабря 1925) — шотландский аристократ, государственный и военный деятель.

## Биография
Родился 7 ноября 1852 года. Младший (третий) сын Джеймса Грэма, 4-го герцога Монтроза (1799—1874), и Достопочтенной Каролины Агнес Хорсли-Бересфорд (1818—1894), младшей дочери Джона Хорсли-Бересфорда, 2-го барона Дисиза (1773—1865) и Шарлотты Филадельфии Хорсли (? — 1852). Дуглас Грэм получил образование в Итонском колледже.
30 декабря 1874 года после смерти своего отца, Джеймса Грэма, 4-го герцога Монтроза, Дуглас Грэм унаследовал его родовые титулы и владения, став 5-м герцогом Монтрозом.
Он поступил в Колдстримский гвардейский полк в 1872 году, перешел в 5-й уланский полк в 1874 году и вышел в отставку в 1878 году. Позже он был полковником, командующим 3-м батальоном Аргайл-сатерлендского хайлендского полка. Он участвовал во Второй англо-бурской войне (медали и две застежки). В 1879 году он был награжден Орденом Чертополоха, а в 1917 году стал канцлером этого ордена. Он также был флигель-адъютантом короля Великобритании Георга V. Герцог Монтроз был лордом-лейтенантом Стерлингшира в 1885—1925 годах, потомственным шерифом Дамбартоншира (сейчас — Данбартоншир), лордом-клером-регистром в 1890—1925 годах, и лордом верховным комиссаром Генеральной Ассамблеи Шотландской церкви в 1916—1917 годах.
Герцог Монтроз скончался в декабре 1925 года в доме престарелых на 6-й Парк-Гарденс в Парк-Дистрикт Глазго. Он передал титул своему старшему сыну Джеймсу Грэму, 6-му герцогу Монтрозу.

## Семья
24 июля 1876 года лорд Грэм женился на Вайолет Гермионе Грэм (10 сентября 1854 — 21 ноября 1940), дочери сэра Фредерика Грэма 3-го баронета (1820—1888), и его жены, леди Джейн Гермионы Сеймур (? — 1909), дочери Эдварда Сеймура, 12-го герцога Сомерсета. У супругов было пятеро детей:
- Джеймс Грэм, 6-й герцог Монтроз (1 мая 1878 — 20 января 1954), старший сын и преемник отца
- леди Хелен Вайолет Грэм (1 июля 1879 — 27 августа 1945), умерла незамужней
- леди Гермиона Эмили Грэм (22 февраля 1882 — 3 марта 1978), которая вышла замуж в 1906 году за Дональда Уолтера Камерона[англ.] (1876—1951). Пять детей
- бригадир лорд Дуглас Мэлис Грэм (14 октября 1883 — 20 ноября 1974), женился в 1919 году на достопочтенной Рейчел Мэри Холланд (1891—1977), дочери Сиднея Холланда, 2-го виконта Натсфорда. Двое сыновей.
- капитан лорд Аластер Мунго Грэм (12 мая 1886—1976), 1-я жена с 1916 года леди Мэриел Оливии Батерст (1894—1936), дочери Сеймура Батерста, 7-го графа Батерста, от брака с которой у него было два сына и две дочери. В 1944 году во второй раз женился на Шила Вайолет Эджворт Рид (второй его брак был бездетным).

## Титулатура
- 5-й герцог Монтроз (с 30 декабря 1874)
- 5-й барон Грэм из Белфорда, Нортумберленд (с 30 декабря 1874)
- 12-й граф Монтроз (с 30 декабря 1874)
- 14-й лорд Грэм (с 30 декабря 1874)
- 5-й граф Грэм (с 30 декабря 1874)
- 5-й граф Кинкардин (с 30 декабря 1874)
- 5-й виконт Дандафф (с 30 декабря 1874)
- 5-й маркиз Грэм и Бьюкенен (с 30 декабря 1874)
- 8-й граф Кинкардин (с 30 декабря 1874)
- 8-й лорд Грэм и Магдок (с 30 декабря 1874)
- 5-й лорд Аберрутвен, Магдок и Финтри (с 30 декабря 1874)
- 8-й маркиз Монтроз (с 30 декабря 1874).